# Michaël Goossens
Michaël Goossens (Ougrée, 30 november 1973) is een Belgisch oud-voetballer. Zijn positie was aanvaller.
Hij speelde bij Tilleur FC, RFC Seraing , Standard Luik, Genoa, Schalke 04, opnieuw Standard Luik, Grazer AK, STVV, KAS Eupen en RUS Bercheux. Goossens maakte zijn profdebuut voor Standard op 13 januari 1991 tegen KSV Waregem (1-0 gewonnen) waar hij bij de rust inviel voor Patrick Asselman. In 1993 werd hij verkozen tot Jonge Profvoetballer van het Jaar in België. Hij was bij Standard een van de grootste publiekslievelingen ooit.
Goossens was een van "de drie musketiers" samen met Régis Genaux en Philippe Léonard, drie zeer beloftevolle voetballers die hun profcarrière reeds vroeg begonnen bij Standard Luik en ook van het uitgaansleven genoten. Mede hierdoor en door hun vroege vertrek naar een buitenlandse competitie konden ze de verwachtingen nooit waarmaken. Hoewel het talentvolle voetballers waren, haalden ze niet het maximum uit hun carrière, wat het duidelijkst merkbaar is aan hun cijfers in de nationale ploeg. Ook Roberto Bisconti maakte deel uit van deze beloftevolle generatie.
"Mika" speelde bij de Belgische nationale ploeg van 1993 tot 2001. Hij haalde slechts 18 selecties en 14 caps waarin hij een keer scoorde. Zijn debuut vond plaats op 13 februari 1993 tegen Cyprus (0-3 winst) waar hij na 87 minuten mocht invallen voor Enzo Scifo in de voorronde voor het WK van 1994. Zijn laatste cap dateerde van 7 oktober 2000 toen hij 2 minuten voor tijd mocht invallen voor Marc Wilmots in de met 0-4 gewonnen match tegen Letland tijdens de voorronde voor het WK van 2002. Hij werd nog een keer geselecteerd op 24 maart 2001 tegen Schotland (2-2), maar bleef de hele match op de bank. Goossens kende weinig geluk bij de nationale ploeg. Hij speelde in de voorronde van drie wereldkampioenschappen (1994, 1998 en 2002), maar zat telkens bij de afvallers uit de voorselectie. Ook voor EURO 2000 viel hij uit de boot wegens een blessure. Hij stond uiteindelijk slechts drie keer aan de aftrap, waaronder een vriendschappelijke wedstrijd tegen Duitsland in 1995, waarin hij zijn enige doelpunt scoorde voor de Duivels (1-2 verloren), overigens het eerste Belgische doelpunt in het nieuwe Koning Boudewijnstadion.

## Statistieken
| Club          | Seizoen | Competitie    | Competitie | Competitie | Beker | Beker | Supercup | Supercup | Europa | Europa | Totaal | Totaal |
| Club          | Seizoen | Competitie    | Wed        | Goals      | Wed   | Goals | Wed      | Goals    | Wed    | Goals  | Wed    | Goals  |
| ------------- | ------- | ------------- | ---------- | ---------- | ----- | ----- | -------- | -------- | ------ | ------ | ------ | ------ |
| RFC Seraing   | 1989–90 | Tweede klasse | 6          | 3          | 0     | 0     | —        | —        | —      | —      | 6      | 3      |
| Standard Luik | 1990–91 | Eerste klasse | 8          | 3          | 0     | 0     | —        | —        | —      | —      | 8      | 3      |
| Standard Luik | 1991–92 | Eerste klasse | 16         | 1          | 2     | 0     | —        | —        | —      | —      | 18     | 1      |
| Standard Luik | 1992–93 | Eerste klasse | 22         | 7          | 3     | 3     | —        | —        | 6      | 4      | 31     | 14     |
| Standard Luik | 1993–94 | Eerste klasse | 32         | 7          | 2     | 2     | 1        | 0        | 3      | 0      | 38     | 9      |
| Standard Luik | 1994–95 | Eerste klasse | 27         | 7          | 0     | 0     | —        | —        | —      | —      | 27     | 7      |
| Standard Luik | 1995–96 | Eerste klasse | 29         | 13         | 2     | 0     | —        | —        | 2      | 0      | 33     | 13     |
| Standard Luik | 1996–97 | Eerste klasse | 4          | 3          | 0     | 0     | —        | —        | 6      | 2      | 10     | 5      |
| Genoa CFC     | 1996–97 | Serie B       | 36         | 12         | -     | -     | —        | —        | —      | —      | 36     | 12     |
| FC Schalke 04 | 1997–98 | Bundesliga    | 24         | 4          | 2     | 0     | —        | —        | 5      | 3      | 31     | 7      |
| FC Schalke 04 | 1998–99 | Bundesliga    | 12         | 1          | 2     | 0     | —        | —        | 1      | 0      | 15     | 1      |
| FC Schalke 04 | 1999–00 | Bundesliga    | 15         | 0          | 0     | 0     | —        | —        | —      | —      | 15     | 0      |
| Standard Luik | 1999–00 | Eerste klasse | 15         | 8          | 0     | 0     | —        | —        | —      | —      | 15     | 8      |
| Standard Luik | 2000–01 | Eerste klasse | 27         | 12         | 0     | 0     | —        | —        | 0      | 0      | 27     | 12     |
| Standard Luik | 2001–02 | Eerste klasse | 20         | 10         | 0     | 0     | —        | —        | 4      | 1      | 24     | 11     |
| Standard Luik | 2002–03 | Eerste klasse | 26         | 3          | 0     | 0     | —        | —        | —      | —      | 26     | 3      |
| Grazer AK     | 2003–04 | Bundesliga    | 13         | 0          | 3     | 0     | —        | —        | 2      | 0      | 18     | 0      |
| Sint-Truiden  | 2004–05 | Eerste klasse | 15         | 1          | 0     | 0     | —        | —        | —      | —      | 15     | 1      |
| KAS Eupen     | 2005–06 | Tweede klasse | 16         | 2          | 0     | 0     | —        | —        | —      | —      | 16     | 2      |
| RUS Bercheux  | 2006–07 | Vierde klasse | 12         | 0          | 2     | 0     | —        | —        | —      | —      | 14     | 0      |
| Totaal        | Totaal  | Totaal        | 375        | 124        | 18    | 5     | 1        | 0        | 29     | 10     | 423    | 139    |

## Palmares
| Nationaal                         |    |      |
| Beker van België                  | 1x | 1993 |
| Oostenrijks kampioen              | 1x | 2004 |
| Beker van Oostenrijk              | 1x | 2004 |
| Individueel                       |    |      |
| Jonge Profvoetballer van het Jaar | 1x | 1993 |